# الیو کالدرینی
الیو کالدرینی (انگلیسی: Elio Calderini؛ زادهٔ ۹ ژوئن ۱۹۸۸) بازیکن فوتبال اهل ایتالیا است.
از باشگاه‌هایی که در آن بازی کرده‌است می‌توان به باشگاه فوتبال پروجا، باشگاه فوتبال کوزنتسا کالچو، باشگاه فوتبال فروزینونه، باشگاه فوتبال کاتانیا، باشگاه فوتبال یووه استابیا، و باشگاه فوتبال اتلتیکو آرتزو اشاره کرد.